# Svarte Rudolf (film, 1928)
Svarte Rudolf är en svensk dramafilm från 1928 i regi av Gustaf Edgren.

## Om filmen
Filmen premiärvisades 22 oktober 1928. Filmen spelades in i Filmstaden Råsunda med exteriörer från Dalarö, Drottningholms slottspark, Roslagsbanan, Munsö i Mälaren och farvattnen innanför Huvudskärs fyr i Stockholms skärgård av Adrian Bjurman.

## Rollista
- Fridolf Rhudin – Rudolf Carlsson, varuhusbiträde, "sheik Ali-Cazar"
- John Ekman – Baransky, konsul, smugglarchef
- Inga Tidblad – Nancy von Roosen, alias fru Baransky
- Carl-Gustaf Berg – Per-Olof Sjöberg, tullbevakningschef
- Linnéa Edgren – Inga Österman
- Wilhelm Tunelli – Johan Österman, hennes far, fiskare
- Weyler Hildebrand – Franz Schulze, filmregissör hos AB Idealfilm
- Katie Rolfsen – Beda Johansson, Rudolfs fästmö
- Lola Grahl – Ritzo-Rita
- Karl Jonsson – filmfotografen hos AB Idealfilm
- Björn "Nalle" Halldén – varuhuschefen
- Tor Borong – tullare
- Ludde Juberg – skådespelare i rokokokostym som pratar med filmregissören
- Gunnar Skoglund – skådespelare i rokokokostym som halsar en ölflaska
- Birgit Chenon – skådespelare i rokokokostym